# Koramangala, Magadi
Koramangala là một làng thuộc tehsil Magadi, huyện Ramanagara, bang Karnataka, Ấn Độ.